# Сафьян, Збигнев
Зби́гнев Са́фьян (пол. Zbigniew Safjan; 2 ноября 1922, Варшава, Польша — 6 декабря 2011, Варшава) — польский писатель, прозаик, сценарист, главный редактор еврейского журнала «Дос идише ворт» (январь 2004 — декабрь 2007).

## Биография
Участвовал во Второй мировой войне. Был в Сопротивлении, вывезен гитлеровцами в Восточную Пруссию, бежал с каторги и добрался до освобождённого Советской армией Вильнюса. Там вступил в отдельный батальон Войска Польского. Офицером 2-й армии Войска Польского участвовал в различных боях.

## Творчество
Совместно с Анджеем Шипульским под коллективным псевдонимом Анджей Збых написал сценарий популярного телевизионного фильма «Ставка больше, чем жизнь» (1968).

## Сочинения

### В русском переводе
- Ставка больше, чем жизнь : Повести / Анджей Збых. Москва : Воениздат, 1981. 256 с.
- Ничейная земля : Роман. Москва : Прогресс, 1979. 299 с. (переизд. 1982)
- Встречный свет : Повесть. Москва : Молодая гвардия, 1983. 143 с.
- Ставка больше, чем жизнь : Повести / Анджей Збых. Москва : Воениздат, 1983. 312 с.
- Ставка больше, чем жизнь : Повесть / Анджей Збых. Москва : Воениздат, 1984. 240 с.
- Ставка больше, чем жизнь : Повести / Анджей Збых. Москва : Воениздат, 1987. 636, [2] с.
- Потом наступит тишина : Повесть. Москва : Воениздат, 1988. 334, [2] с. ISBN 5-203-00154-5.
- До последней капли крови : Повесть. Москва : Воениздат, 1989. 254, [1] с. ISBN 5-203-00203-7.
- Слишком много клоунов : Повесть / Анджей Збых. Подвиг, 1990. №4

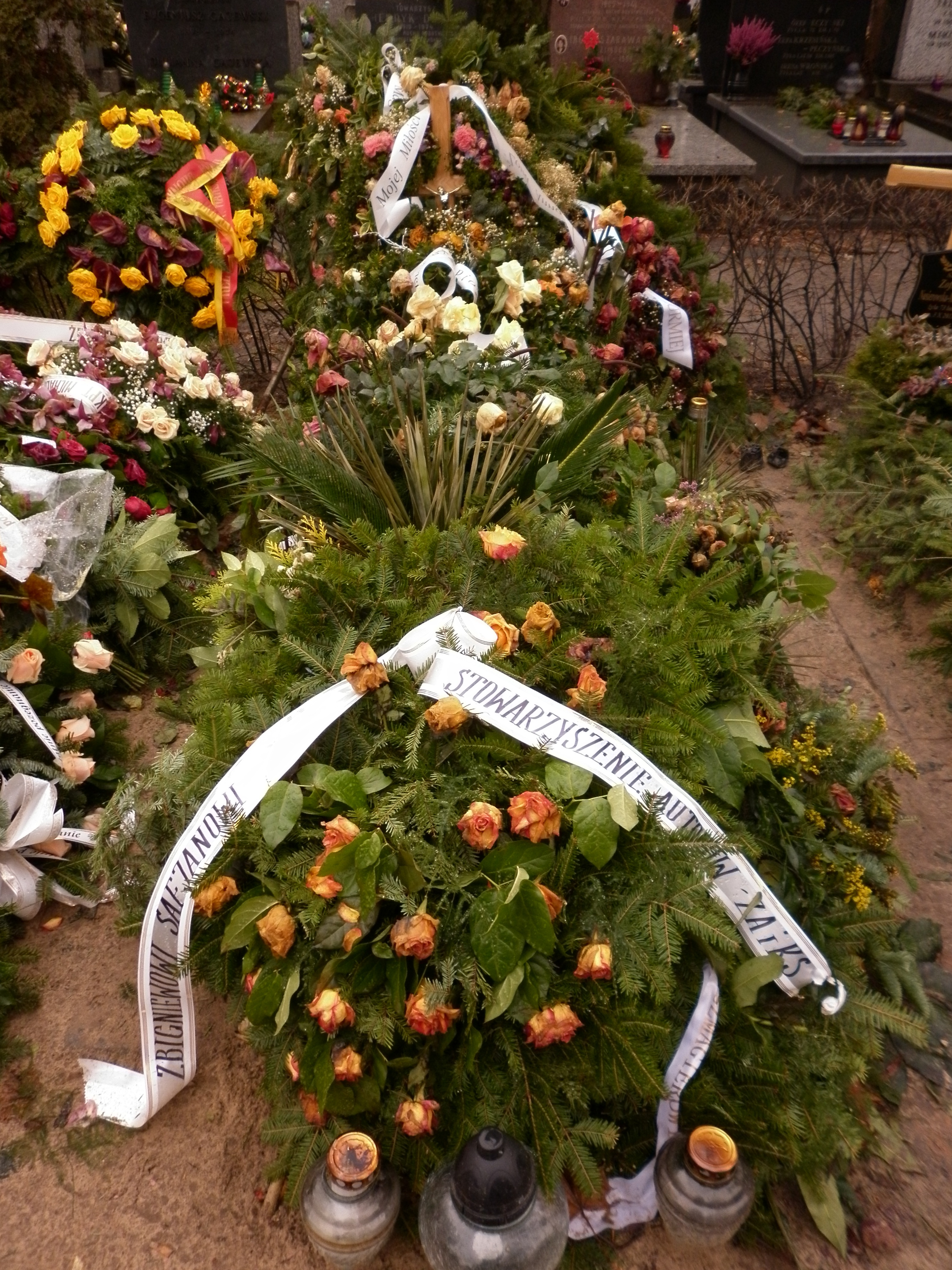
Могила Збигнева Сафьяна на кладбище «Воинское Повонзки», Варшава